# 蒂芬施托克山
46°37′37.6″N 8°25′19.6″E / 46.627111°N 8.422111°E
蒂芬施托克山（Tiefenstock），是瑞士的山峰，位於該國中部，處於烏里州和瓦萊州接壤的邊界，屬於烏里山的一部分，海拔高度3,515米，每年平均降雨量2,465毫米。